# 台灣樂起來
《台灣樂起來》為台灣彩券與八大電視合作現場直播公益彩券開獎實況的電視節目，2007年1月1日於八大娛樂K台開播。隨著與台灣彩券的合約到期，本節目於2009年1月1日停播。
節目時間總長度為六十分鐘。前三十分鐘是call-out遊戲，而後三十分鐘則是正式開獎。週一、週三與週四的主持人為卜學亮，週二與週五的主持人為侯昌明。

## 節目遊戲設計

### 2007年1月1日－2007年6月30日
- 〈好運將更配〉：遊戲玩法是和主持人玩剪刀石頭布，主持人先選牌。現場有紅色、黃色與綠色三道門。觀眾選到的牌如果贏過主持人，就算是獲勝。整個遊戲共有5關，每關獎金最少1000元（新台幣，以下皆同）、最高5000元。主持人通常會放水一次，保証觀眾能過關。
- 〈福星大滿貫〉：遊戲玩法是觀眾由0-9號的數字中，隨意猜4個數字。觀眾要猜遊戲板上星號（＊）背面牌子的號碼，而號碼也分為上下兩排，哪一排先猜中則可以獲得那一排的獎品或獎金。
- 〈福星過五關〉：遊戲規則是由觀眾先選台灣樂起來，每排有1-8號，在當中各選一張。接下來這排只有2-7號。選好後再猜是單數或雙數，猜中即可獲得獎金或獎品。而猜錯者可選前一關猜中的獎金或獎品。相同也是從紅色、黃色或綠色的三道門中選擇一道門。獎金分別為一千、三千、五千、七千和一萬元。

### 2007年7月2日遊戲改版設計
- 〈今彩賓果樂〉：遊戲進行方式是請觀眾從1至39號的號碼中選5個號碼（與公益彩券的「今彩539」相同），再由「傻瓜機」隨意開出5個號碼。猜中1碼獎金為一千元，2碼獎金為兩千元，3碼獎金為三千元，4碼獎金為一萬元。若全部猜中，獎金三萬元。
- 〈樂透賓果王〉：由主持人先開出一個號碼球，號碼的範圍是1至39號。開出號碼後，再進行比數字大小的遊戲。例如第一球開出的是1號，若觀眾猜比"1"即是猜中，那就有一千元獎金；接著第二球再開出第二個號碼，如果這號碼是"20"而觀眾猜種比"20"小，就算是答對，可以繼續猜下去。若五球全都猜中過關，則可以獲得五千元獎金。這個遊戲獲獎率較高，若中途失敗，就可以獲得前關獎金；即使全部沒猜中，還可得「參加獎」。
- 〈我愛週星星〉：此遊戲是每週三揭曉3項公益彩券中獎號碼之後的遊戲，分為「四星彩」與「三星彩」。由0到5號牌中，選四張或三張，放至在千位數、百位數、拾位數、個位數的位置上。通常主持人都會放水2張排。觀眾選的「四星彩」數字，如果位置跟上面的數字一樣，可獲得正彩獎金2000元；數字一樣，位置不同者，可得對彩獎金1000元。「三星彩」則是正彩獎金2000元，對彩獎金500元。
- 〈樂透high翻天〉：原為每週三前30分鐘播映，現改為每周一至五前15分鐘播映，由「樂透專家」預測本週五及下週二的「大樂透」中獎號碼。
- 〈Bingo Bingo樂一下〉：主持人會把十個號碼牌覆蓋放在板子上（先不讓觀眾看到牌上的號碼），再請call-out觀眾在1~80的四十張號碼牌中選出10張號碼牌，然後再由主持人把先前覆蓋住的20張號碼牌翻開。只要這20張號碼牌與觀眾朋友所選的十個號碼完全不相同，或者是有五個號碼相同，就可以帶走獎金。過關獎金如下：0個號碼1000元，5個號碼1000元，6個號碼2000元，7個號碼3000元，8個號碼4000元，9個號碼5000元，10個號碼6000元。

| 臺灣 八大娛樂K台 每週一至週五 20:00 - 21:00 | 臺灣 八大娛樂K台 每週一至週五 20:00 - 21:00 | 臺灣 八大娛樂K台 每週一至週五 20:00 - 21:00 |
| ------------------------------------------- | ------------------------------------------- | ------------------------------------------- |
|                                             | 台灣樂起來 （2007年1月1日－2009年1月1日）   |                                             |
| —                                           | —                                           |                                             |